# Wide-field Infrared Survey Explorer

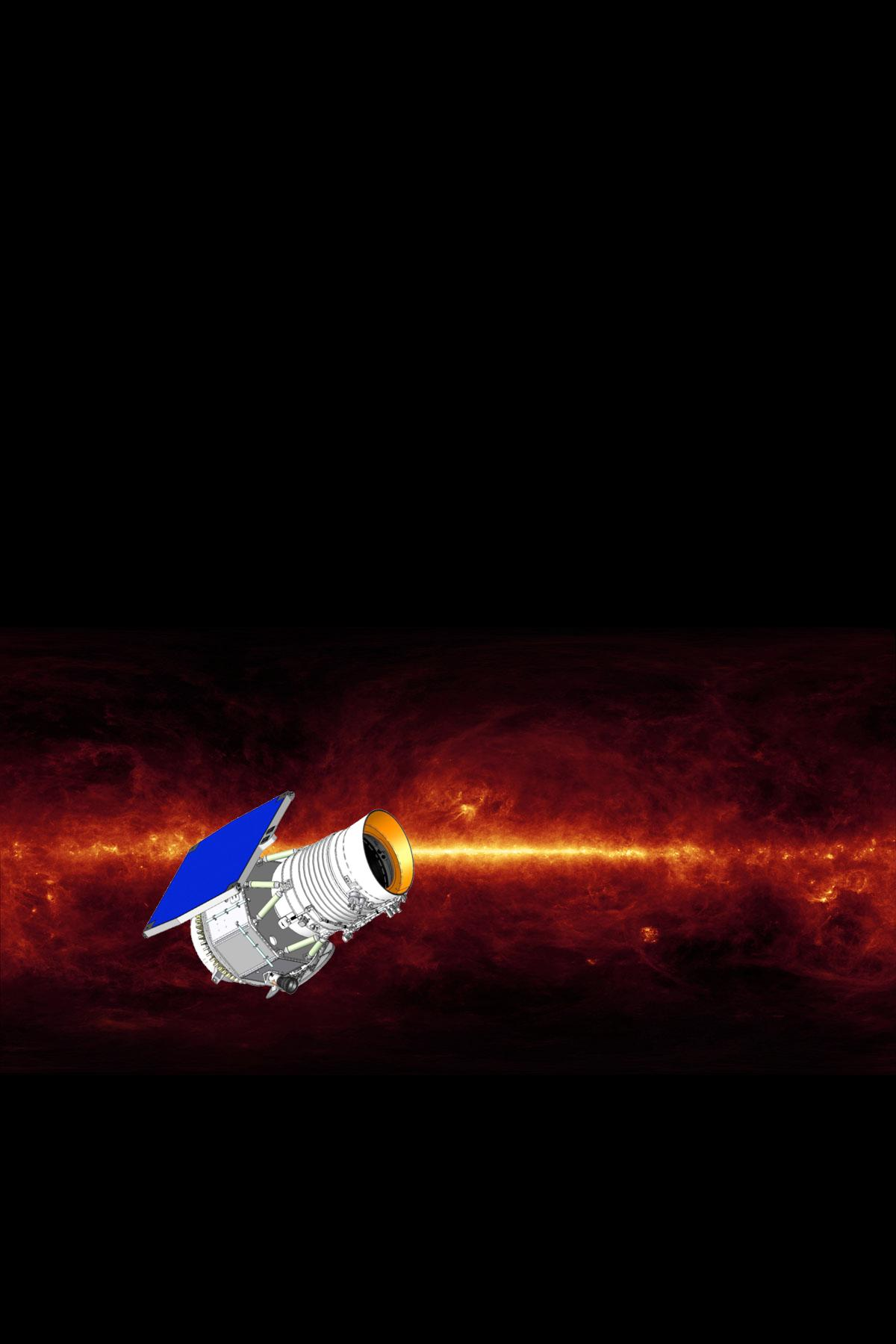
Concepto artístico del telescopio.

El Wide-Field Infrared Survey Explorer  (en español: Explorador de Infrarrojos de Campo Amplio) (WISE) es un telescopio espacial astronómico de longitud de onda infrarroja de la NASA lanzado en diciembre de 2009, y colocado en hibernación en febrero de 2011. Fue reactivado en 2013. WISE descubre miles de planetas menores y numerosos cúmulos de estrellas. Sus observaciones también respaldaron el descubrimiento del primer asteroide troyano enano terrestre. 
WISE realizó una prospección astronómica en todo el cielo con imágenes en bandas de rango de longitud de onda de 3, 4,  4, 6,  12 y 22  μm, durante diez meses utilizando  un telescopio infrarrojo de 40cm (16 pulgadas) de diámetro en órbita terrestre. Después de que se agotara el refrigerante de hidrógeno, se realizó una extensión de misión de cuatro meses llamada NEOWISE para buscar objetos cercanos a la Tierra, como cometas y asteroides, utilizando su capacidad restante.
Los datos de All-Sky, incluidas las imágenes procesadas, los catálogos de origen y los datos en bruto, se lanzaron al público el 14 de marzo de 2013, la NASA anunció que reactivaría el telescopio WISE para una nueva misión de tres años para buscar asteroides que pudieran colisionar con la Tierra. Las operaciones científicas y el procesamiento de datos para WISE y NEOWISE tienen lugar en el Centro de Análisis y Procesamiento de Infrarrojos del Instituto de Tecnología de California en Pasadena.
Sus infrarrojos miden la temperatura del planeta Tierra.

## Objetivos de la misión

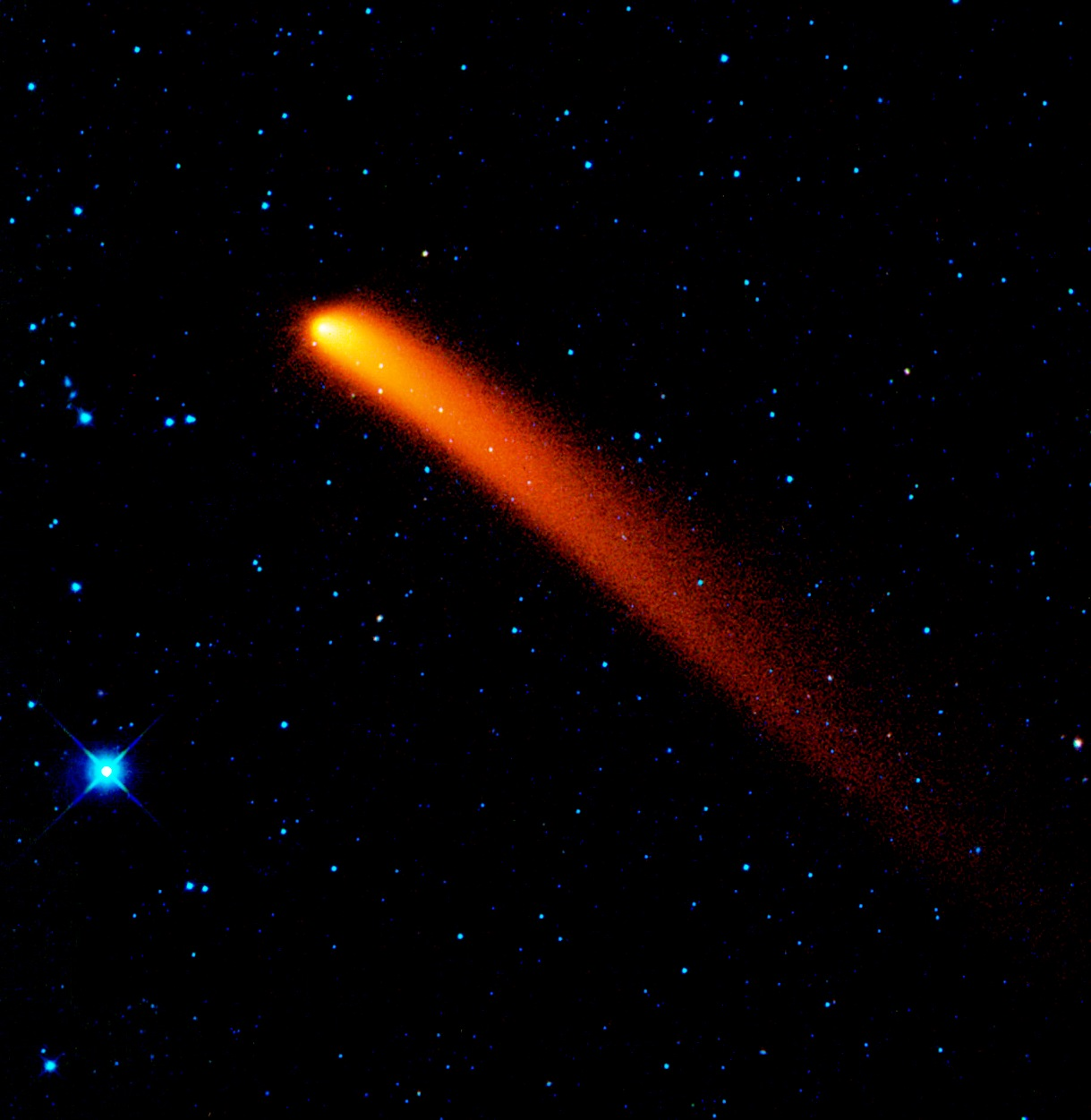
Cometa Siding Spring (C/2007 Q3) fotografiado en infrarrojo por el telescopio espacial WISE. Las imágenes fueron tomadas el 10 de enero de 2010 cuando el cometa estaba a 2,5 UA del Sol.

La misión fue planeada para crear imágenes infrarrojas del 99 por ciento del cielo, con al menos ocho imágenes hechas de cada posición en el cielo para aumentar la precisión. La nave espacial fue colocada en una órbita de 525 km (326 millas), circular, polar, sincrónica al Sol para su misión de diez meses, durante la cual ha tomado 1,5 millones de imágenes, una cada 11 segundos. El satélite orbitaba sobre el terminado, su telescopio apuntaba siempre en dirección opuesta a la Tierra, excepto para apuntar hacia la Luna, que se evitó, y sus células solares hacia el Sol. Cada imagen cubre un campo de visión de 47 minutos de arco, lo que significa una resolución de 6 arcosegundos. Cada área del cielo fue escaneada al menos 10 veces en el ecuador; los polos fueron escaneados teóricamente en cada revolución debido a la superposición de las imágenes. La biblioteca de imágenes producidas contiene datos sobre el sistema solar local, la Vía Láctea y el universo más distante. Entre los objetos que WISE estudió están los asteroides, las estrellas frías y tenues como las enanas marrones y las galaxias infrarrojas más luminosas.

## Objetivos fuera del sistema solar
El 14 de abril de 2011, se hizo pública una versión preliminar de los datos de WISE, que abarca el 57 por ciento del cielo observado por la nave espacial. El 14 de marzo de 2012, se lanzó a la comunidad astronómica un nuevo atlas y un catálogo de todo el cielo infrarrojo según la imagen de WISE. El 31 de julio de 2012, se publicó NEOWISE Post-Cryo Preliminary Data. Un lanzamiento llamado All Wise, que combina todos los datos, fue lanzado el 13 de noviembre de 2013. Los datos de NEOWISE se publican anualmente.